# Procés Hall-Héroult
El procés Hall-Héroult és la base de les fabriques de producció d'alumini primari, ja que és l'únic mètode que existeix en l'actualitat per convertir l'alúmina en alumini metàl·lic.

## Antecedents
Aquest procés va ser descobert independentment el 1886 pel nord-americà Charles Martin Hall i el francès Paul Héroult. Es pot esmentar com a anècdota que tots dos científics nasqueren i moriren en les mateixes dates i que patentaren el seu descobriment amb poca diferència de temps i sense conèixer-se.

## Aspectes tècnics
En aquest procés l'alúmina (Al2 O3 ) és dissolta dins d'una cuba electrolítica revestida interiorment de carbó en un bany electrolític amb criolita (Na  3  AlF  6 ) fosa. La cuba actua com a càtode, mentre que com a ànodes se solen utilitzar uns elèctrodes de carbó de Soldberg. Com a conseqüència d'aquesta alta intensitat, l'alumini es diposita fos al fons del tanc, i es trasllada periòdicament a un forn de fosa. La reacció existent és la següent:
2 Al2 O3 +3 C → 4 Al +3 CO2 
L'alúmina es descompon en alumini i oxigen molecular. Com l'alumini líquid és més dens que la criolita es diposita en el fons de la cuba, de manera que queda protegit de l'oxidació a altes temperatures. L'oxigen es diposita sobre els elèctrodes de carbó, cremant i produint el CO  2 .

## Paràmetres i costos
Els paràmetres del procés són els següents:
- Tensió: 5-6 V.
- Densitat de corrent: 1,5-3 A/cm  2 , el que suposa un corrent de 150.000 ampers.
- Els elèctrodes han d'estar sempre a la mateixa alçada, per la qual cosa cal regular-los, ja que es van descomponent durant la reacció.
- Cal controlar que la proporció d'alumini sigui constant durant el procés, de manera que caldrà anar abocant-ne més segons avanci el procés.

Aquest és un procés molt costós des del punt de vista energètic, ja que es necessiten 15,7 kWh per poder produir un kilogram d'alumini. L'alumini resultant d'aquest procés sol tenir un alt grau de puresa (99,7%), tot i que en situacions especials en les que es necessita un alumini molt més pur es pot arribar fins a un grau del 99,9% de puresa.